# Kim Myung-hwi
Kim Myung-Hwi (en hangul, 김명휘; en hanja, 金 明輝; nacido el 8 de mayo de 1981 en Itami, Hyogo) es un exfutbolista y actual entrenador zainichi coreano. Jugaba de defensa y su último club fue el Sagan Tosu de Japón. Actualmente dirige al Avispa Fukuoka de la J1 League de Japón.

## Trayectoria

### Clubes como jugador
| Club                  | País          | Año           |
| --------------------- | ------------- | ------------- |
| JEF United Ichihara   | Japón         | 2000 - 2001   |
| Ventforet Kofu        | Japón         | 2000 (cedido) |
| Seongnam Ilhwa Chunma | Corea del Sur | 2002          |
| Sagawa Express Osaka  | Japón         | 2003 - 2006   |
| Banditonce Kakogawa   | Japón         | 2006          |
| Kataller Toyama       | Japón         | 2007 - 2010   |
| Sagan Tosu            | Japón         | 2011          |

### Clubes como entrenador
| Club              | País  | Año             |
| ----------------- | ----- | --------------- |
| Sagan Tosu sub-15 | Japón | 2014 - 2015     |
| Sagan Tosu sub-18 | Japón | 2016 - 2018     |
| Sagan Tosu        | Japón | 2018            |
| Sagan Tosu        | Japón | 2019 - 2021     |
| Avispa Fukuoka    | Japón | 2025 - Presente |

## Palmarés

### Como jugador
| Título   | Club                  | País          | Año           |
| -------- | --------------------- | ------------- | ------------- |
| K League | Seongnam Ihlwa Chunma | Corea del Sur | K League 2002 |

### Como entrenador

#### Títulos nacionales
| Título                                | Club              | País  | Año                                        |
| ------------------------------------- | ----------------- | ----- | ------------------------------------------ |
| Liga juvenil de Kyushu (sub 15)       | Sagan Tosu sub 15 | Japón | Liga juvenil de Kyushu (sub 15) 2014       |
| Liga juvenil de Kyushu (sub 15)       | Sagan Tosu sub 15 | Japón | Liga juvenil de Kyushu (sub 15) 2015       |
| Copa Takamadomiya JFA sub 18 (Kyushu) | Sagan Tosu sub 18 | Japón | Copa Takamadomiya JFA sub 18 (Kyushu) 2017 |
| Copa Takamadomiya JFA sub 18 (Kyushu) | Sagan Tosu sub 18 | Japón | Copa Takamadomiya JFA sub 18 (Kyushu) 2018 |